# Elobey Chico
Elobey Chico est une petite île de Guinée équatoriale, située au nord-est de l'île d'Elobey Grande, dans l'estuaire du fleuve Muni. D'une superficie de 19 hectares et inhabitée, elle est administrée par la municipalité de Corisco (province du Litoral). 